# Arnoldus Vanderhorst

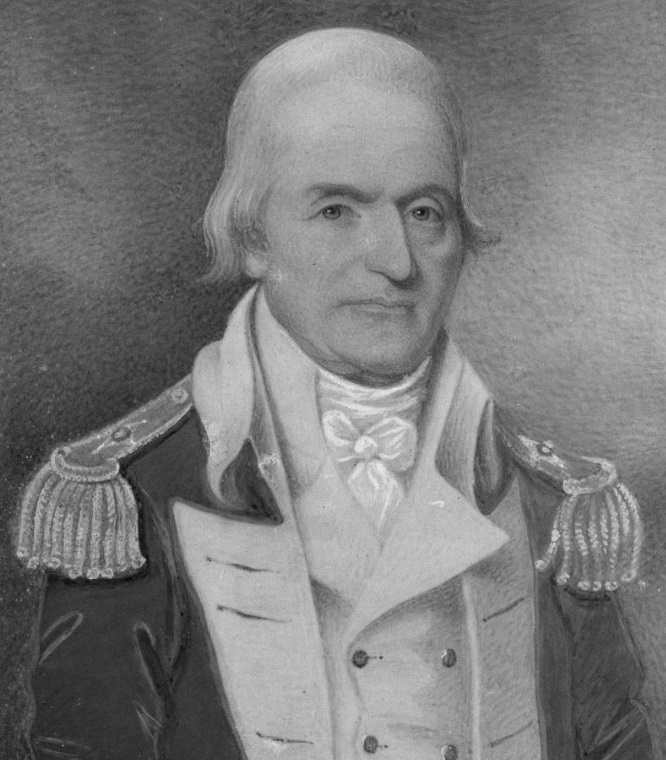
Arnoldus Vanderhorst, Kopie nach Charles Fraser von Henry Breintnall Bounetheau, 1856

Arnoldus Vanderhorst [vænˈdrɑːs] (* 21. März 1748 im Christ Church Parish, Province of South Carolina; † 29. Januar 1815 in Charleston, South Carolina; zur Unterscheidung auch Arnoldus Vanderhorst II. genannt) war ein US-amerikanischer Politiker und Gouverneur des Bundesstaates South Carolina. Er war ein erfolgreicher Pflanzer und Unternehmer, mit bedeutenden Besitzungen auf Kiawah und an anderen Orten in South Carolina.

## Aufstieg
Arnoldus Vanderhorst war der Sohn des Großgrundbesitzers Arnoldus Vanderhorst I. und seiner Frau Elizabeth Simons. 1756 starb sein Vater, und er erbte die Lexington Plantation. 1771 heiratete er Elizabeth Raver, die ein Jahr später von ihrem Großvater einen Teil der Insel Kiawah erbte. In dieser Zeit wurde er auch erstmals politisch aktiv und saß bis zum Unabhängigkeitskrieg für das Christ Church Parish in der sogenannten Royal Assembly der Provinz South Carolina. Während des Krieges war er Hauptmann (captain) im ersten Infanterieregiment und stieg unter Francis Marion bis zum Oberst auf. Nach dem Krieg lebte er sie meiste Zeit in Charleston, wo er ein Handelsunternehmen aufbaute und Immobilien erwarb.
Politisch gehörte er der Partei der Föderalisten an. In den Jahren 1785 und 1791 war er Bürgermeister von Charleston. Zwischen 1776 und 1780 saß er als Abgeordneter im Repräsentantenhaus von South Carolina; von 1780 bis 1786 gehörte er dem Staatssenat an.

## Gouverneur von South Carolina
1794 wurde Vanderhorst zum Gouverneur von South Carolina gewählt. Seine Amtszeit begann am 1. Dezember des Jahres und endete zwei Jahre später am 1. Dezember 1796. Als Gouverneur liberalisierte er das drastische Strafrecht in South Carolina. Der Grund hierfür war die Tatsache, dass aufgrund der Schärfe der Gesetze die Geschworenen oftmals mit Freisprüchen urteilten, obwohl die Angeklagten schuldig waren. Die vorgeschriebenen Strafen wurden einfach als nicht angemessen erachtet. Außerdem trat der Gouverneur für eine Reform des Gefängniswesens ein. Das beherrschende Thema jener Tage war aber ein von John Jay geschlossener Vertrag mit Großbritannien, der in South Carolina heftig umstritten war, weil man die eigenen wirtschaftlichen Interessen in dem Vertrag nicht ausreichend vertreten sah. Dabei ging es vor allem um die Verschiffung der Baumwolle nach England, ein für die Wirtschaft von South Carolina lebenswichtiger Punkt. Die Diskussion um diesen Vertrag führte zu einem Prestigeverlust der Föderalistischen Partei und ihrer Politiker. Hinzu kam noch ein Gegensatz innerhalb des Landes zwischen den reichen Pflanzern im Osten und der benachteiligten Bevölkerung im Westen von South Carolina. Aus dieser Situation konnten die Anhänger von Thomas Jefferson profitieren, zu denen sich nun auch Charles Pinckney bekannte, der dann 1796 zu Vanderhorsts Nachfolger gewählt wurde. Auf Bundesebene setzte sich der Machtverlust der Föderalisten fort und führte im Jahr 1800 zur Wahl Jeffersons zum US-Präsidenten.

## Weiterer Lebenslauf und Kinder
Nach dem Ende seiner Amtszeit widmete sich Vanderhorst wieder mehr seinen Unternehmungen und Plantagen. 1804 ließ er in Charleston eines der ersten Mietshäuser bauen, die sogenannte Vanderhorst Row. Vanderhorst starb im Januar 1815 in Charleston.
Mit seiner Frau Elizabeth bekam Vanderhorst mindestens sechs Kinder (Arnoldus III., John, Jane, Harriett, Elias und Maria). Vermutlich hatte er auch mit seiner Sklavin Hagar Richardson zwei Kinder (Eliza und Peter). Kurz vor seinem Tod ließ er sieben Versklavte frei, darunter Hagar, ihren Vater und ihre drei Kinder. Er vermachte ihnen ein Haus in der Stadt und beauftragte seine Nachkommen, sich um sie zu kümmern. Peter nahm 1835 offiziell den Nachnamen Vanderhorst an.